# 第3の目
『第3の目』（だいさんのめ）は、1975年10月5日から1978年3月26日までフジテレビ系列局ほかで放送されたフジテレビ制作のドキュメンタリー番組である。放送時間は毎週日曜 9:00 - 9:30（日本時間）。

## 概要
20世紀の科学が生んだ様々な新しい目を縦横に駆使して、新しい視点から人間の住む世界の様々な姿を捉えたドキュメンタリー番組。
司会はジェリー藤尾が務めていた。

## 放送局
- フジテレビ（制作局）：日曜 9:00 - 9:30（1975年10月5日 - 1978年3月26日）
- 北海道文化放送：日曜 9:00 - 9:30（1975年10月5日 - 1978年3月26日）[6]
- 岡山放送[注釈 1]：日曜 8:30 - 9:00（1975年10月5日 - 1976年3月28日） → 日曜 9:00 - 9:30（1976年4月4日 - 1978年3月26日）[7]
- テレビ新広島：日曜 9:00 - 9:30（1975年10月5日 - 1978年3月26日）[7]
- 新潟総合テレビ：日曜 8:30 - 9:00[8]